# Luis Bermejo Rojo
Luis Bermejo Rojo   (Madrid, 12 d'agost de 1931 - Palma, 12 de desembre de 2015) fou un dibuixant de còmics. Va dibuixar entre d'altres, les sèries, Aventuras del FBI (1951) i Apache (1958). Va néixer l'any 1931 a Madrid, on va patir els bombardejos que es produïren en l'assetjament d'aquesta ciutat durant la Guerra Civil Espanyola. Es va traslladar a Albacete, on va conèixer al dibuixant Miguel Quesada, i a través d'ell va relacionar-se amb Manuel Gago.
Va tornar a Madrid per fer el servei militar, en aquesta etapa es relaciona amb alguns dibuixant de còmic com Víctor de la Fuente, Montañes, Bielsa i Garcia Pizarro entre d'altres. També publica algunes Historietes a les revistes, Chicos, Jaimito i SOS. El 1948 crea el seu primer serial, El Rey del Mar, amb guions de Pedro Quesada, el 1951 i amb guions d'Alf Manz, dibuixa Aventuras del FBI. La sèrie Apache inicià la publicació el 1956 amb guions una vegada mes de Pedro Quesada. A la dècada dels seixanta, treballa majoritària-ment per agències del mercat Angles.
Amb l'agència Selecciones Ilustradas de Josep Toutain, torna a dibuixar pel mercat hispà. El Capitán Trueno, el va dibuixar amb guions de Víctor Mora, entre els anys 1986 i 1987 en una sèrie editada per Planeta de Agostini.

## Orígens
Luis Bermejo Rojo, va néixer a Madrid el 12 d'agost de 1931 i va morir a Palma el 12 de desembre del 2015. Quan va esclatar la Guerra Civil Espanyola, tenia cinc anys, i vivia al cinquè pis del número quinze, al carrer San Bernardino de Madrid. Des de casa seva, podia veure les fogonades dels canons de la Casa de Campo, i sentir l'espetec que feien en ser disparats. L'ambient bèl·lic que es vivia en aquell moment va fer que no pogués sortir gaire al carrer si no era acompanyat de la seva mare, per poder distreu-res passava el temps dibuixant.
Acabada la guerra civil, i amb els recursos molt escassos, per poder menjar anava a l'Auxilio Social del carrer Bernardo de Madrid, la repressió franquista va fer que els seus pares decidissin d'anar-se'n a viure a Albacete, aquesta decisió la varen prendre després que els falangistes s'enduguessin alguns dels seus veïns, que desapareixien i no se'n tornava a saber res més. A Albacete, el seu pare que era conductor d'ambulàncies va buscar-hi feina.

## Inicis en el dibuix
Quan Luis Bermejo, va anar l'escola ja tenia una bona habilitat pel dibuix, a l'escola es va fer amic d'un nen anomenat Miguel Quesada, la seva amistat els va durar tota vida. Miguel Quesada, era parent de Manuel Gago, l'historietista de El Guerrero del Antifaz, el Miguel va portar al Luis Bermejo, a casa de Manuel Gago per ensenyar-li els dibuixos que feia, a Manuel Gago, li van agradar com retolava, i li va proposar de retolar les historietes de "El Guerrero del Antifaz", ja que el dibuixant anava molt carregat de feina. L'anècdota d'aquesta relació de treball l'explica el mateix Luis Bermejo; en una ocasió en què Manuel Gago va anar a fer un cafè, li va oferir a Luis, que li passes a tinta una o dues figures de les seves pàgines (exceptuant els caps dels personatges), quan el dibuixant va tornar del bar, l'aleshores retolista ja li havia passat a tinta un bon nombre de pàgines.

## Les primeres sèries
El primer treball de Luis Bermejo, va ser la sèrie, "El rey del mar" (Valenciana, 1948) aquesta sèrie la va escriure Pedro Quesada, germà de Miguel Quesada i cunyat de Manuel Gago el qual una vegada va estar dibuixat el primer número el va enviar a l'Editorial Valenciana i gràcies a la seva influencia, el van publicar. Aquesta sèrie es va publicar amb una periodicitat quinzenal i se'n publicaren quaranta-sis números. Una vegada acabada aquesta sèrie Luis Bermejo, se'n va anar a Madrid, amb una carpeta de dibuixos. Per poder trobar les adreces de les editorials va fer servir una guia de telèfons, i va començar un periple per diferents editorials fins a trobar l'Editorial Rollan, aquesta editorial no publicava còmic, tan sols novel·la de butxaca, una de les que tenia més èxit era la sèrie anomenada "El FBI", el guionista d'aquestes novel·les era el mateix director de l'editorial, Alfonso Manzanares, que signava amb el pseudònim d'Alf Manz. Quan Luis Bermejo, va presentar els seus dibuixos, el director li va entregar paper i llapis, i li va dictar unes vinyetes, a la mateixa taula del director el dibuixant les va dibuixar força ràpid. Al director li va agradar com treballava i va iniciar la publicació de la sèrie en format de còmic, s'anomena Aventuràs del F.B.I.(1951-1961). Luis Bermejo, va deixar de dibuixar la sèrie per discrepàncies amb els terminis d'entrega de les pàgines originals que el director de l'editorial li exigia.

## Obra
| Any d'inici | Títol                                 | Guionista                         | Enquadernació | Format            | Mides               | Números | Editorial               |
| 1949        | El rei del Mar                        | Pedro Quesada Cerdán / Pablo Gago | Grapa         | Quadern apaïsat   | 17 x 24 cm.         | 46      | Editorial Valenciana    |
| 1951        | Aventuras del FBI                     | varis                             | Grapa         | Quadern apaïsat   | 17 x 24,5 cm.       | 252     | Editorial Rollán, S. A. |
| 1953        | Galerias Preciados                    | varis                             | Grapa         | Quadern Vertical  | 33 x 23 cm.         | 34 ?    | Galerias Preciados      |
| 1953        | Bisonte Gráfico                       | varis                             | Grapa         | Quadernet apaïsat | 17 x 24 cm.         | 24      | Editorial Bruguera      |
| 1956        | Aventuras de Roque Brio               | Pedro Quesada Cerdán              | Grapa         | Quadernet apaïsat | 17 x 24 cm.         | 8       | Editorial Maga          |
| 1958        | Apache                                | Pedro Quesada Cerdán              | Grapa         | Quadernet apaïsat | 17 x 24 cm.         | 56      | Editorial Maga          |
| 1958        | Aventuras del FBI                     | Alfredo Manzanares                | Grapa         | Quadernet apaïsat | 16 x 21 cm.         | 24      | Editorial Rollán, S.A.  |
| 1958        | Maripositas                           | Miguel González Casquel           | Grapa         | Quadernet apaïsat | 15 x 21 cm.         | 8 ?     | Editorial Rollán, S.A.  |
| 1956        | Pantera Negra / Pequeño Pantera Negra | Pedro Quesada Cerdán              | Grapa         | Quadernet apaïsat | 17 x 14 /17 x 12 cm | 329     | Editorial Maga          |
| 1959        | Bengala                               | Pedro Quesada Cerdán              | Grapa         | Quadernet apaïsat | 17 x 24 cm          | 54      | Editorial Maga          |
|             |                                       |                                   |               |                   |                     |         |                         |

Fonts: